# Ларго-Кагульский 191-й пехотный полк
191-й пехотный Ларго-Кагульский полк — пехотная воинская часть Русской императорской армии.
Полковой праздник — 16 августа.
Старшинство: 27 марта 1811 года.

## История
Сформирован 28 марта 1863 как 4-й батальон Брест-Литовского крепостного полка.
С 4 августа 1864 — Бендерский крепостной пехотный батальон.
31 марта 1877 развернут в четырехбатальонный Бендерский крепостной пехотный полк.
31 августа 1878 был переформирован в 50-й резервный кадровый пехотный батальон.
25 марта 1891 переименован в Ларго-Кагульский резервный батальон.
26 мая 1899 — 206-й Ларго-Кагульский резервный батальон.
К 26 декабря 1903 переформирован в полк двухбатальонного состава.
Во время Русско-японской войны развернут в четырехбатальонный состав.
1 марта 1906 вновь переформирован в полк двухбатальонного состава.
С 20 февраля 1910 — 191-й пехотный Ларго-Кагульский полк, тогда же к полку присоединены две части:
1. 220-й Епифанский резервный батальон, ведший свою историю от сформированного 17 января 1811 Тульского гарнизонного полубатальона, принёсший в полк нагрудные для офицеров и головные для нижних чинов знаки отличия «За отличія въ войну съ Японіей въ 1904 и 1905 гг.»
2. 241-й Орскский резервный батальон, ведший свою историю от сформированного 19 января 1878  60-го резервного батальона, принёсший в полк нагрудные для офицеров и головные для нижних чинов знаки отличия «За отличія въ войну съ Японіей въ 1904 и 1905 гг.»

## Командиры полка
- 06.02.1906-04.09.1910 — полковник Есаулов, Александр Алексеевич (206-го пехотного резервного Ларго-Кагульского полка)
- 04.09.1910-18.07.1914 — полковник Есаулов, Александр Алексеевич
- 18.07.1914-03.07.1915 — полковник (с 05.06.1915 генерал-майор) Карликов, Вячеслав Александрович
- 08.07.1915-18.02.1917 — полковник Свяцкий, Станислав Феликсович
- 28.04.1917-23.05.1917 — подполковник Сахаров, Гавриил Иванович

## Знаки отличия полка
1. Простое полковое знамя пожалованное в 1911 году с надписью «1811-1911» и Александровской юбилейной лентой.
2. Знаки отличия (нагрудные у офицеров, на головные уборы у нижних чинов) с надписью: «За отличіе въ войну съ Японіей въ 1904 и 1905 годахъ» во 2-м (Высочайший приказ 30 июля 1911 года) и 4-м (Высочайший приказ 5 октября 1912 года) батальонах.

## Известные люди, служившие в полку
- Бокин, Константин Афанасьевич (1891—1939) — войсковой старшина, командир дивизиона Оренбургского 20-го казачьего полка.
- Талышинский, Мир Кязим-бек

## Примечание
- Все даты приведены по старому стилю